# Varin de Corvey
Varin Ier (né vers 800 et mort le 20 septembre 856) est abbé de Corvey en 831.

## Biographie
Fils du comte saxon Egbert Ier de la lignée des Egbertins et de la dévote franque Ida de Herzfeld, il grandit comme otage à la cour de Charlemagne. Quoi qu’issu de la noblesse, il renonce aux faveurs de la cour et se retire à l'Abbaye de Corbie comme disciple de Paschase Radbert.
En 822, il est de la première congrégation de Nova Corbeia (Corvey), dans la vallée de la Weser. Les sources indiquent qu'il y est maître avant d'être choisi comme abbé le 26 avril 826. Son élection est ratifiée en 833 par Louis le Pieux, qui le nomme de plus abbé de Rebais dans le diocèse de Meaux, consacrant l'autonomie de Corvey avec l'abbaye-mère de Corbie.
Varin fait de Corvey le foyer de l'évangélisation du nord-ouest de la Germanie, en établissant une mission en 834 à Meppen. La mission de Visbek, fondée en 819 par Charlemagne, lui est finalement subordonnée en 855 par donation de Louis le Germanique. Paschase dédie à Varin son traité De corpore et sanguine Domini et lui fait parvenir un autre de ses écrits, De fide, spe et caritate. 
L'abbé Hilduin de Saint-Denis fait don en 836 de reliques de Saint Vit à l'abbaye de Corvey.